# Tôm cỏ phía đông
Tôm cỏ phía đông, tên khoa học Palaemon paludosus, là một loài tôm nước ngọt từ Đông Hoa Kỳ.

## Mô tả
P. paludosus phần lớn trong suốt và dài 2,5 cm (1.0). Bằng cách điều khiển các hạt sắc tố trong cơ thể, nó có thể ngụy trang hiệu quả chống lại kẻ thù của nó. Nó rất giống với P. kadiakensis, từ đó nó có thể được phân biệt bởi sự sắp xếp của các gai trên gai đuôi.